# Jean VII d'Alexandrie (Copte)
Pour les articles homonymes, voir Jean VII.
Jean VII d'Alexandrie (Copte) est un  patriarche copte d'Alexandrie du 1er janvier 1262 au 21 octobre 1268 puis du 1er janvier 1271 au 21 avril 1293

## Contexte
Après la mort du patriarche Athanase III, un certain Abu Said est élu à « Misr » sous le nom de Jean VII par des laïcs. Un second parti s'assemnble au Caire et élit comme patriarche Gabriel III le neveu de l'évêque de Tanis. Afin d'éviter un schisme les fidèles et le clergé s'accordent pour que le nouveau pontife soit désigné par le sort qui est favorable à Gabriel III. Le parti de Jean VII appuyé par le sultan prévaut et il est ordonné le 6 Tybi 978 A.D soit le 1er janvier 1262. En 1269 l'usurpateur est chassé et Gabriel III établi comme patriarche. Mais le 1er janvier 1271 Jean VII est rétabli sur ordre express du Sultan jusqu'à sa mort le 21 avril 1293. 